# Fisiologia cel·lular
La fisiologia cel·lular és la disciplina que estudia els mecanismes biològics de la interacció de la cèl·lula amb el seu entorn. Perquè una cèl·lula sigui capaç de dur a terme el metabolisme necessita aliments, energia i biocatalitzadors.